# Medina (del av en befolkad plats)
Medina är en del av en befolkad plats i Australien. Den ligger i kommunen Kwinana och delstaten Western Australia, omkring 32 kilometer söder om delstatshuvudstaden Perth. Antalet invånare är 2 020.
Runt Medina är det ganska tätbefolkat, med 207 invånare per kvadratkilometer.. Närmaste större samhälle är Rockingham, nära Medina. 
Runt Medina är det i huvudsak tätbebyggt. Genomsnittlig årsnederbörd är 1 018 millimeter. Den regnigaste månaden är maj, med i genomsnitt 176 mm nederbörd, och den torraste är februari, med 9 mm nederbörd.